# Astromontosoma jeekeli
Astromontosoma jeekeli är en mångfotingart som beskrevs av Hoffman 1978. Astromontosoma jeekeli ingår i släktet Astromontosoma och familjen orangeridubbelfotingar. Inga underarter finns listade i Catalogue of Life.